# 북부담황색뺨긴팔원숭이
북부담황색뺨긴팔원숭이 (학명: Nomascus annamensis)는 새롭게 기록된 볏긴팔원숭이의 일종으로 베트남과 캄보디아, 라오스에서 발견된다. 이들의 서식지는 이들 국가의 우림이다.

## 특징
북부담황색뺨긴팔원숭이는 외모 면에서 노랑뺨긴팔원숭이를 닮았다. 북부담황색뺨긴팔원숭이의 수컷과 암컷은 형태와 털 색깔이 서로 다르다. 수컷은 몸의 털이 대부분이 검은 색이고, 햇빛에 반짝거리며, 가슴은 밝은 갈색을 띤다. 뺨은 짙은 황금빛-오렌지색이고, 머리의 볏이 특히 눈에 띤다. 반면에 암컷은 머리의 볏이 특징이 없으며, 몸의 털은 오렌지-베이지색이다.
정기준(正基準) 표본은 베트남 대학교의 동물학 박물관이 보관하고 있다.